# Política de Chipre
Chipre é um estado unitário com um sistema presidencial e uma república representativa, onde o Presidente de Chipre atua como chefe de estado e chefe de governo. O poder executivo é exercido pelo governo. O poder legislativo é conferido tanto ao governo quanto ao parlamento. O poder judiciário é independente do executivo e do legislativo.
Chipre é uma ilha dividida desde 1974, quando a Turquia invadiu a parte norte para apoiar os cipriotas turcos em resposta a um golpe militar na ilha apoiado pelo governo de Atenas. Desde então, a República de Chipre, reconhecida internacionalmente, controla dois terços do sul, enquanto a República Turca de Chipre do Norte, reconhecida apenas pela Turquia, controla um terço do norte. O Governo da República de Chipre permanece como a única autoridade reconhecida internacionalmente na ilha (assim como o Reino Unido é reconhecido internacionalmente em relação às ABAs), embora, na prática, seu poder se estenda apenas à área controlada pelo governo.
Chipre opera sob um sistema multipartidário, com o comunista AKEL e a Aliança Democrática de centro-direita na vanguarda. Partidos centristas como o DIKO e outros frequentemente formam uma coalizão com o partido do presidente e recebem um número de ministérios. A Economist Intelligence Unit classificou o Chipre como uma democracia imperfeita em 2022.

## Chipre Unido
A Constituição Cipriota de 1960 previa um sistema presidencialista de governo com ramos independentes executivo, legislativo e judiciário, bem como um sistema complexo de freios e contrapesos, incluindo uma proporção ponderada de compartilhamento de poder projetada para proteger os interesses dos cripriotas turcos. O executivo, por exemplo, era liderado por um presidente cipriota grego, o arcebispo Makarios III, e um vice-presidente cipriota turco, Dr. Fazıl Küçük, eleitos por suas respectivas comunidades para mandatos de 5 anos e cada um com direito de veto sobre certos tipos de legislação e decisões executivas.
A Câmara dos Representantes era eleita com base em listas de eleitores separadas. Desde 1964, após confrontos entre as duas comunidades, os assentos dos cripriotas turcos na Câmara permaneceram vagos, enquanto a Câmara Comunal cipriota grega foi abolida. As responsabilidades da câmara foram transferidas para o recém-criado Ministério da Educação.
Em 1967, quando uma junta militar grega assumiu o poder na Grécia, o ímpeto político para a enosis havia diminuído, em parte devido à política externa não alinhada do presidente cipriota Makarios. A enosis permaneceu um objetivo ideológico, apesar de ter sido significativamente relegada na agenda política. O descontentamento na Grécia com Makarios convenceu os coronéis gregos a patrocinarem o golpe de 1974 em Nicósia.
A Turquia respondeu lançando uma operação militar em Chipre, sem aprovação das outras duas potências garantidoras internacionais, Grécia e Reino Unido, alegando que era para proteger a minoria turca das milícias gregas. A invasão é chamada de "Operação Paz em Chipre" pelo lado turco. As forças turcas capturaram a parte norte da ilha. Muitos milhares de pessoas, de ambos os lados, deixaram a ilha completamente. Além dos muitos refugiados cipriotas gregos (um terço da população), muitos cipriotas turcos também se mudaram para o Reino Unido.
Posteriormente, os cipriotas turcos estabeleceram suas próprias instituições separatistas com um presidente de fato eleito pelo povo e um primeiro-ministro responsável perante a Assembleia Nacional, exercendo poderes executivos conjuntos. Em 1983, os cipriotas turcos declararam um estado independente chamado República Turca de Chipre do Norte (RTCN), uma ação que foi contestada pelo Conselho de Segurança das Nações Unidas. Em 1985, a RTCN adotou uma constituição e realizou suas primeiras eleições.

## Divisão de Chipre

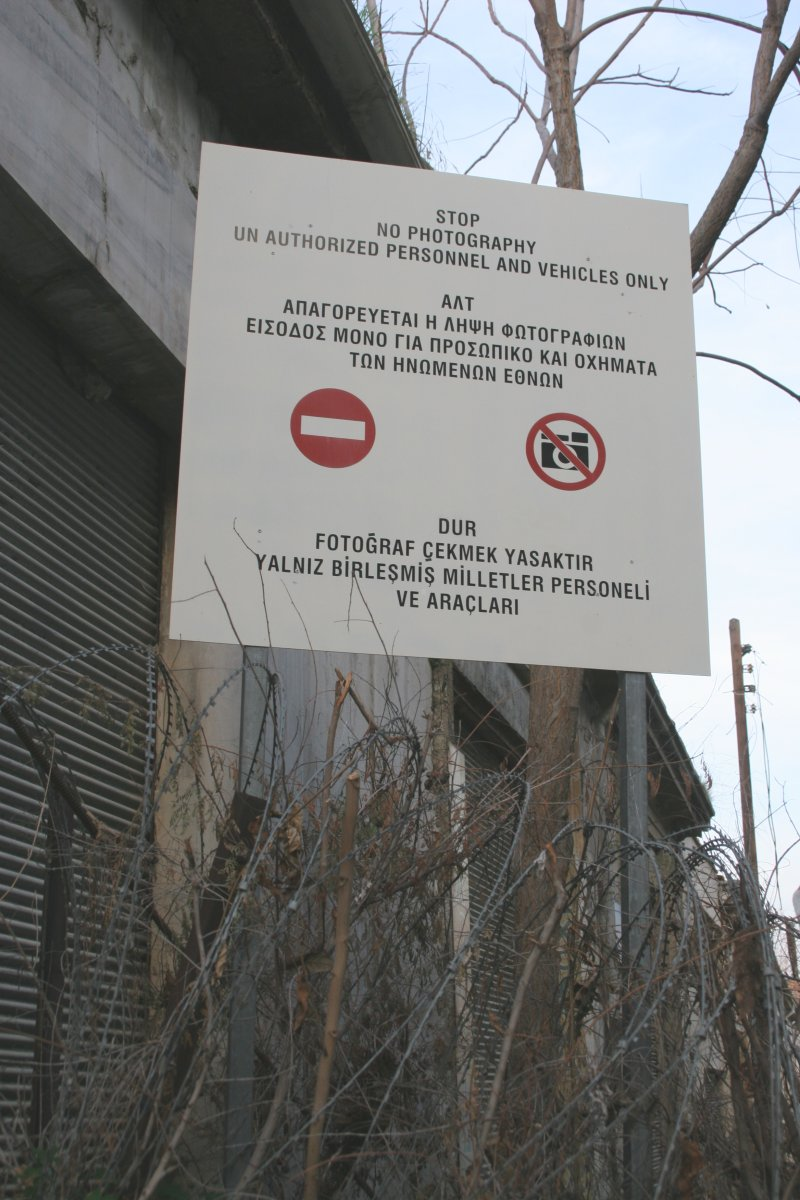
A capital Nicósia permanece dividida desde 1973. A zona de cobertura da ONU separa os dois setores.

Em 1974, após um golpe patrocinado pela junta militar grega de 1967-1974 e executado pela Guarda Nacional Cipriota, a Invasão turca de Chipre (citando sua autoridade como uma das três potências garantidoras estabelecidas pela Constituição), os cipriotas turcos estabeleceram formalmente suas próprias instituições com um presidente eleito pelo povo e um primeiro-ministro, responsáveis perante a Assembleia Nacional, exercendo poderes executivos conjuntos. Chipre foi dividido, de facto, em dois terços do sul controlados pelos cipriotas gregos e um terço pela República Turca de Chipre do Norte. A República de Chipre é o governo reconhecido internacionalmente da ilha e controla dois terços do sul. Exceto pela Turquia, todos os governos estrangeiros e as Nações Unidas reconhecem a soberania da República de Chipre sobre toda a ilha de Chipre.
A Turquia, que não reconhece a República de Chipre, e a administração cipriota turca da parte norte da ilha não aceitam a soberania da República sobre toda a ilha e se referem a ela não por seu nome internacional, mas como a "Administração Cipriota Grega do Sul de Chipre". Seu território, resultado da invasão turca de 1974 e cujo status permanece disputado, se estende sobre o terço norte da ilha.
O norte proclamou sua independência em 1975. Em 1983, os cipriotas turcos declararam a "República Turca de Chipre do Norte", que nunca foi reconhecida por qualquer país exceto Turquia. Em 1985, eles adotaram uma constituição e realizaram eleições - um arranjo reconhecido apenas pela Turquia. A Organização da Conferência Islâmica (atualmente chamada Organização para a Cooperação Islâmica) concedeu status de membro observador sob o nome de "Estado Cipriota Turco".

## Condições políticas

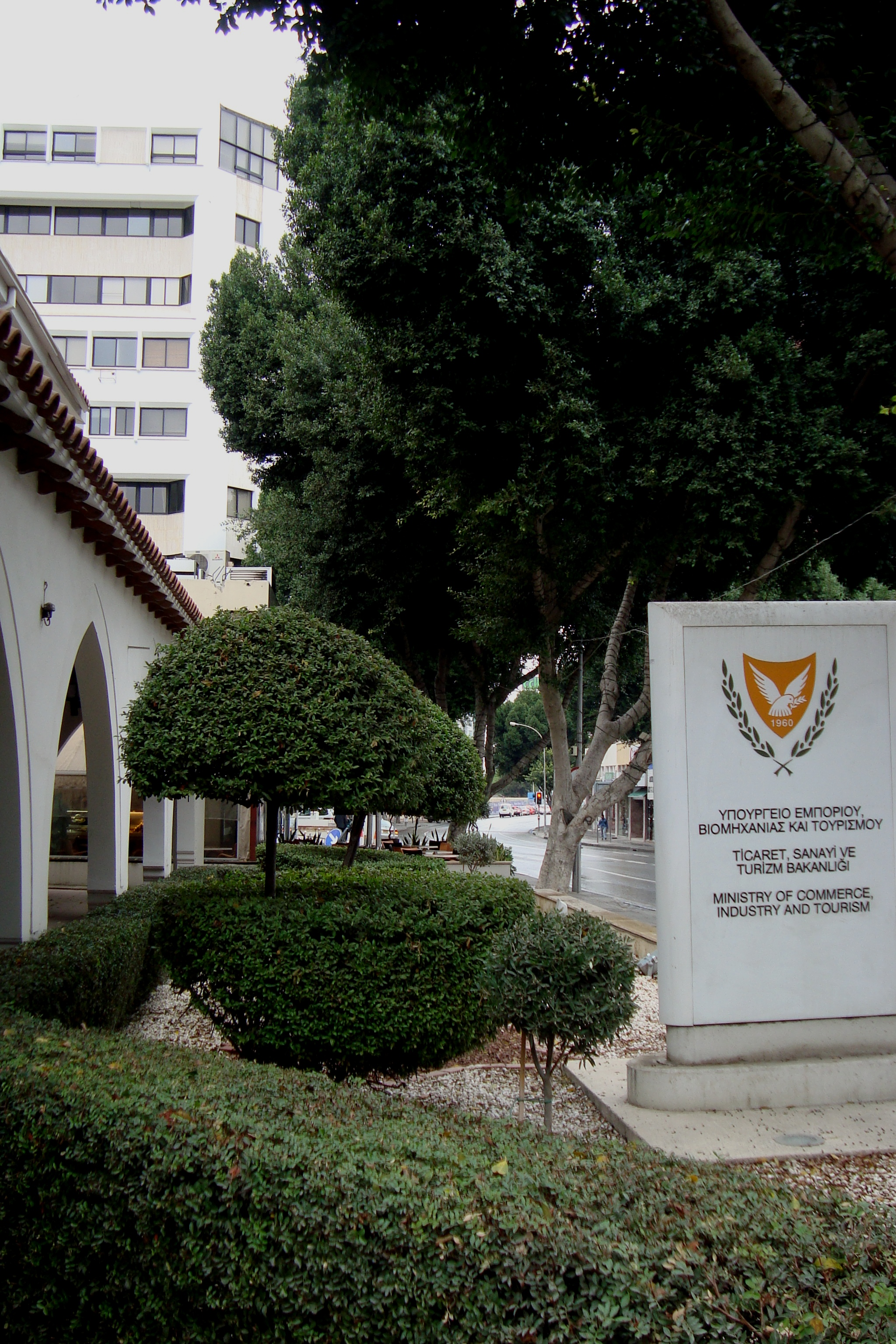
Ministério do Comércio, Indústria e Turismo

A divisão de Chipre permanece como um problema político intratável que aflige as relações entre Grécia e Turquia, envolvendo a OTAN, da qual Grécia e Turquia são membros, e, mais recentemente, a União Europeia, que admitiu Grécia e Chipre e pela qual a Turquia tem buscado adesão por mais de vinte anos.
Os desenvolvimentos mais recentes na ilha incluíram a reabertura da fronteira entre os dois lados e o fracasso de uma tentativa de reunificar a ilha sob os termos de uma iniciativa patrocinada pelas Nações Unidas guiada pelo Secretário-Geral da ONU, Kofi Annan, conhecida como Plano Annan.
Nenhum dos partidos cipriotas gregos foi capaz de eleger um presidente sozinho ou dominar a Câmara dos Representantes de 56 assentos. Os 165.000 refugiados gregos cipriotas também são uma potente força política, juntamente com a independente Igreja Ortodoxa de Chipre, que tem alguma influência em assuntos temporais e eclesiásticos.
O funcionamento do estado cipriota enfrentou dificuldades desde os primeiros dias após a independência em 1960, e a tensão intercomunal e ocasionalmente a violência foram características da primeira década da independência cipriota. Em 1963, o presidente cipriota, Makarios, propôs 13 emendas à Constituição para "remover obstáculos para o funcionamento suave e desenvolvimento do estado." Isso foi feito com o encorajamento do Alto Comissário Britânico em Chipre, que considerou as emendas "uma base razoável para discussão." A violência eclodiu entre cipriotas gregos e turcos em dezembro de 1963, e no ano seguinte as Nações Unidas concordaram em realizar operações de manutenção da paz pela Força das Nações Unidas para Manutenção da Paz em Chipre.
Negociações patrocinadas pela ONU para desenvolver acordos institucionais aceitáveis para as comunidades cipriotas gregas e turcas começaram em 1968; várias rodadas de negociações e outras iniciativas se seguiram.
Após a invasão de 1974, seguindo uma junta grega baseada em uma tentativa de golpe, Makarios assegurou o reconhecimento internacional de seu governo cipriota grego como a única autoridade legal em Chipre, o que se mostrou uma vantagem estratégica significativa para os cipriotas gregos nas décadas seguintes. As negociações continuaram nos anos seguintes a 1974 com diferentes graus de regularidade e sucesso, mas nenhuma resultou em uma reunificação completa. Em 15 de novembro de 1983, o Norte cipriota turco declarou independência e a formação da República Turca de Chipre do Norte (RTCN), que foi reconhecida apenas pela Turquia. Ambos os lados pedem publicamente a resolução das diferenças intercomunais e a criação de um novo sistema federal de governo.
Após a eleição presidencial de 1998, Klerides tentou formar um governo de unidade nacional, incluindo seis ministros da Aliança Democrática de Klerides, dois ministros do partido socialista EDEK, três do Partido Democrata (que rompeu com o líder do partido Spyros Kyprianou) e um dos Democratas Unidos. No entanto, um governo de unidade nacional não foi alcançado devido à rejeição do partido AKEL de esquerda e do Partido Democrático centrista, que preferiram permanecer na oposição.

## Reunificação, Plano Annan e entrada na UE
Os resultados das primeiras negociações entre políticos cipriotas gregos e turcos resultaram em um amplo acordo em princípio para a reunificação como uma federação bicameral e bizonal, com território alocado às comunidades cipriotas gregas e turcas em uma ilha unida. No entanto, nunca se chegou a um acordo sobre os detalhes finos, e os dois lados frequentemente encontravam impasses em pontos como:
Do lado cipriota grego:
- adotou uma postura firme sobre o direito de retorno dos refugiados às propriedades abandonadas no deslocamento de 1974 de cipriotas de ambos os lados, baseado em resoluções da ONU e decisões do Tribunal Europeu de Direitos Humanos;
- via com maus olhos qualquer proposta que não permitisse a repatriação dos colonos turcos do continente que emigraram para Chipre desde 1974; e
- apoiava um governo central mais forte.

Do lado cipriota turco:
- favorecia um governo central fraco que presidisse sobre dois estados soberanos em associação voluntária, legado de receios anteriores de dominação pelos cipriotas gregos majoritários; e
- se opunha a planos de desmilitarização, citando preocupações com segurança.

As dificuldades contínuas em encontrar um acordo apresentaram um obstáculo potencial à entrada de Chipre na União Europeia, para a qual o governo havia se candidatado em 1997. As conversações patrocinadas pela ONU entre os líderes cipriotas gregos e turcos, Glafkos Klerides e Rauf Denktaş, continuaram intensamente em 2002, mas sem resolução. Em dezembro de 2002, a UE convidou formalmente Chipre a se juntar em 2004, insistindo que a adesão à UE se aplicaria a toda a ilha e esperando que isso fornecesse um incentivo significativo para a reunificação resultante do resultado das negociações em curso. No entanto, semanas antes do prazo da ONU, Klerides foi derrotado nas eleições presidenciais pelo candidato de centro Tassos Papadopoulos. Papadopoulos tinha uma reputação como linha-dura em relação à reunificação e baseou sua postura em direito internacional e direitos humanos. Em meados de março, a ONU declarou que as negociações haviam falhado.
Um plano das Nações Unidas patrocinado pelo Secretário-Geral Kofi Annan foi anunciado em 31 de março de 2004, com base no progresso alcançado durante as negociações na Suíça e detalhado pela ONU, foi apresentado pela primeira vez aos civis de ambos os lados em referendos separados em 24 de abril de 2004. O lado grego rejeitou esmagadoramente o Plano Annan, e o lado turco votou a favor.

Os federalistas comunitários parecem apoiar a bizonalidade em sua forma mais forte, mesmo à custa de sérias limitações aos direitos individuais. A bizonalidade forte requer um esforço mínimo para a coexistência territorial das comunidades cipriotas, uma característica especialmente importante para a comunidade cipriota turca formar uma maioria clara em seu estado constituinte. Assim, limitar o número de cipriotas gregos na unidade constituinte cipriota turca e impedi-los de usar seus direitos políticos no norte parece ser um mecanismo territorial necessário que garantiria a bizonalidade.
Em maio de 2004, Chipre ingressou na UE, ainda dividido, embora, na prática, a adesão se aplique apenas à parte sul da ilha, que está sob o controle da República de Chipre. Em reconhecimento ao apoio da comunidade cipriota turca à reunificação, no entanto, a UE deixou claro que concessões comerciais seriam alcançadas para estimular o crescimento econômico no norte, e permanece comprometida com a reunificação em termos aceitáveis. Embora algumas restrições comerciais tenham sido suspensas no norte para aliviar o isolamento econômico dos cipriotas turcos, negociações adicionais não foram uma prioridade. Agora, o foco está em convencer a Turquia a reconhecer o governo de Chipre, um requisito para a admissão turca defendido com mais veemência por Chipre e França.

## Constituição
A constituição de 16 de agosto de 1960 previa a partilha de poder entre os cipriotas gregos e cipriotas turcos. Os esforços para emendar a constituição desencadearam os conflitos intercomunais em 1963. Essa constituição ainda está em vigor, embora não haja presença cipriota turca no governo cipriota.

## Poder executivo
| Cargo      | Titular               | Partido      | Assumiu o Cargo         |
| ---------- | --------------------- | ------------ | ----------------------- |
| Presidente | Nikos Christodoulides | Independente | 28 de fevereiro de 2023 |

O presidente, eleito por voto popular para um mandato de cinco anos, é tanto o chefe de Estado quanto o chefe de governo; o cargo de vice-presidente está atualmente vago; sob a constituição de 1960, o cargo é reservado a um cipriota turco. O Conselho de Ministros é nomeado conjuntamente pelo presidente e vice-presidente.
Atualmente, existem onze ministérios e cinco ministérios adjuntos.
Ministérios:
- Ministério da Agricultura, Desenvolvimento Rural e Meio Ambiente. Ministro: Petros Xenophontos
- Ministério da Energia, Comércio e Indústria. Ministro: Giorgos Papanastasiou
- Ministério dos Transportes, Comunicações e Obras. Ministro: Alexis Vafiades
- Ministério da Defesa. Ministro: Michalis Georgallas
- Ministério da Educação, Esporte e Juventude. Ministra: Dra. Athena Michaelidou
- Ministério das Finanças. Ministro: Makis Keravnos
- Ministério das Relações Exteriores. Ministro: Constantinos Kombos
- Ministério da Saúde. Ministra: Popi Kanari
- Ministério do Interior. Ministro: Constantinos Ioannou
- Ministério da Justiça e Ordem Pública. Ministra: Anna Prokopiou
- Ministério do Trabalho e Seguro Social: Yiannis Panayiotou

Ministérios Adjuntos:
- Ministério Adjunto de Transportes. Ministra Adjunta: Marina Hadjimanoli
- Ministério Adjunto do Turismo. Ministra Adjunta: Costas Koumis
- Ministério Adjunto de Pesquisa, Inovação e Política Digital. Ministra Adjunta: Philippos Hadjizacharias
- Ministério Adjunto do Bem-Estar Social. Ministra Adjunta: Marilena Evangelou
- Ministério Adjunto da Cultura. Ministra Adjunta: Michalis Hatzigiannis

## Poder legislativo
A Câmara dos Representantes (Βουλή των Αντιπροσώπων - Voulí ton Antiprosópon/Temsilciler Meclisi) tem 59 membros eleitos para um mandato de cinco anos: 56 membros cipriotas gregos escolhidos por representação proporcional e 3 membros observadores representando as minorias Maronita, Católica Latina e armênia. 24 assentos são alocados à comunidade turca, mas atualmente estão vagos.

## Grupos de pressão política e líderes
- União dos Trabalhadores Cipriotas (Σ.Ε.Κ. Συνομοσπονδία Εργατών Κύπρου)
- União dos Cipriotas (Ένωσις Κυπρίων - Kıbrıslılar Birliği)
- Federação Revolucionária dos Sindicatos (DEV-İŞ)
- Federação Laboral Pancipriota ou PEO (Π.Ε.Ο. Παγκύπρια Εργατική Ομοσπονδία)
- Iniciativa Cidadã Eleftheria (Πρωτοβουλία Πολιτών Ελευθερία)

## Divisões administrativas
6 distritos; Famagusta, Cirênia, Larnaca, Limassol, Nicósia, Pafos; observe - as divisões administrativas da área ocupada incluem Kyrenia, toda a região de Famagusta, e pequenas partes de Nicósia e Larnaca.

## Exclaves e enclaves
Chipre tem quatro exclaves, todos em território pertencente à Área da Base Soberana Britânica de Dhekelia. Os dois primeiros são as aldeias de Ormidhia e Xylotymvou. Além disso, há a Estação de Energia de Dhekelia, que é dividida por uma estrada britânica em duas partes. A parte norte é um enclave, como as duas aldeias, enquanto a parte sul está localizada junto ao mar e, portanto, não é um enclave - embora não tenha águas territoriais próprias.
A zona tampão da ONU que separa o território controlado pela administração cipriota turca do restante de Chipre se estende até Dhekelia e recomeça do lado leste, perto de Ayios Nikolaos (conectado ao resto de Dhekelia por um fino corredor terrestre). Nesse sentido, a zona tampão transforma a região sudeste da ilha, a área de Paralimni, em um exclave de facto, embora não de jure.